# Italia, le feu, la cendre
Pour plus de détails, voir Fiche technique et Distribution.
Italia, le feu, la cendre (italien : Italia - Il fuoco, la cenere), est un long-métrage documentaire franco-italien consacré à l'ère du cinéma muet italien, réalisé par Céline Gailleurd et Olivier Bohler, produit en 2022 et sorti en salle le 15 avril 2023, distribué par Carlotta Films.
Le film met en avant des acteurs et actrices des débuts du cinéma italien, contribuant à la « célébration de la cinégénie d'interprètes phénoménaux » et permettant aux spectateurs d'être témoins de « la beauté de ces images rescapées », à travers un « montage chronologique stupéfiant ». Il offre « un périple pictural »au fin fond des rares bobines de films muets italien ayant échappé à la destruction. Le critique Frédéric Mercier décrit le film comme donnant envie de « participer avec ces auteurs au réveil des bobines que nazis et fascistes avaient voulu réduire en cendre ».

La production de ce film se fait dans la continuité du travail de Céline Gailleurd sur l'histoire du cinéma muet italien au début du XXe siècle. En 2022, elle a également publié un ouvrage sur ce sujet, Le cinéma muet italien, à la croisée des arts, édité par Les Presses du réel.
Présenté en avant-première à l'occasion de la 39e édition du Festival du film de Turin, le film a remporté en 2021 le Prix Flat Parioli : Prix du Meilleur film parmi les œuvres de fiction et les documentaires dans les sections compétitives et non compétitives du festival.
Le film fait également partie de la sélection officielle de l'édition 2022 du Festival du nouveau cinéma de Montréal, dans la catégorie Histoire(s) du cinéma. Il est aussi diffusé aux éditions 2022 du Galway Film Fleadh, du Festival Toute la Mémoire du Monde de la Cinémathèque française, et du festival Corsica Doc. En Italie, le film est mis en avant notamment au Festival du film muet de Pordenone.
Dans la version italienne du film, le documentaire est narré par Isabella Rossellini. Fanny Ardant est quant à elle narratrice de la version francophone, sortie en salles le 15 mars 2023.

## Synopsis
Italia, Le Feu, La Cendre « évoque la naissance du cinéma en Italie au gré d’archives visuelles » tournées en Italie entre 1896 et 1930, dont certaines n’ont jamais été montées depuis leur sortie en salles, au début du XXe siècle.
Conçu sous la forme d’un essai lyrique et onirique, ce documentaire retrace la naissance du septième art dans une Italie à peine unifiée, de ses premières images jusqu’au parlant et la chute dans le précipice du fascisme. Cette industrie cinématographique florissante a donné naissance au péplum, fait éclore les premières stars, que l’on nommait alors des dive et révélé des cinéastes qui se sont forgé un style en s’inspirant des œuvres les plus en vogues de l’époque, que ce soit en peinture, en littérature, au théâtre ou à l’opéra. Dans ses fastes, ses délires romantiques, son goût pour l’excès, pour la littérature decadentiste de D’Annunzio, pour le symbolisme et la musique de Verdi, ce cinéma a bénéficié d’une renommée internationale, fascinant les foules et les artistes dans toute l’Europe, et bien au-delà, jusqu’aux États-Unis et en Amérique Latine.
La journaliste Nathalie Dray compare le film à un « maelström d’images en fusion où palpitent les balbutiements incandescents du cinéma italien ».

## Fiche technique
- Titre italien : Italia - Il fuoco, la cenere
- Titre français : Italia, le feu, la cendre
- Réalisation : Olivier Bohler et Céline Gailleurd
- Scénario : Olivier Bohler et Céline Gailleurd
- Musique originale : Lorenzo Esposito Fornasari
- Son : Cyrille Carillon
- Montage : Olivier Bohler, Céline Gailleurd, Léo Richard et Thomas Glaser
- Production : Articolture (Italie) et Nocturnes Productions (France)
- Société de distribution : Carlotta Films
- Pays d'origine :  France
- Langue : français
- Genre : documentaire
- Durée : 94 minutes
- Date de sortie : 
  - Russie : décembre 2021 (Italian Doc Fest[17])
  - Italie : 16 mai 2022[18]
  - France : 15 mars 2023

## Distribution
- Narration : Fanny Ardant (VO : Isabella Rossellini)

## Sélections en festival
- Festival du film de Turin - 2021 (Prix Flat Parioli du meilleur film)
- Festival du nouveau cinéma de Montréal - 2022
- Festival Toute la mémoire du Monde - Cinémathèque française 2022
- Galway Film Fleadh - 2022
- Corsica Doc - 2022
- Festival du film muet de Pordenone - 2022